# Franziska Knost
Franziska Knost (* 3. April 1980 in Ostwestfalen; † 10. Februar 2022 in Köln) war eine deutsche Rundfunk- und Werbesprecherin.

## Leben
Franziska Knost stammte aus einem Dorf in Ostwestfalen. Sie studierte Medienwissenschaften an der Universität Köln und arbeitete dort für den Hörfunksender Kölncampus. Während dieser Zeit absolvierte sie auch eine Ausbildung bei Stimm- und Sprechtrainern sowie an der Arturo Schauspielschule. Ab dem Jahr 2010 arbeitete sie als professionelle Sprecherin, unter anderem als Markenstimme in Werbespots von Yello Strom. Ferner sprach sie Beiträge für die Fernsehsendungen plusminus für Das Erste und Markt im WDR ein. Darüber hinaus war sie 2020 als Producerin bei sechs Folgen der Fernsehserie Falk tätig.
Franziska Knost litt an einer seltenen Genmutation, die diverse Krebserkrankungen begünstigt. Im Frühjahr 2021 erkrankte sie an Bauchspeicheldrüsenkrebs, an dem zuvor bereits ihre Mutter gestorben war. Die Krankheit thematisierte sie im Podcast Sick of it – Statements einer Sterbenden. Knost starb im Februar 2022 an den Folgen der Krankheit im Alter von 41 Jahren und hinterließ ihren Ehemann sowie ihren Sohn.